# Ctenotus aphrodite
Ctenotus aphrodite là một loài thằn lằn trong họ Scincidae. Loài này được Ingram & Czechura mô tả khoa học đầu tiên năm 1990.